# Padaiveedu
Padaiveedu è una suddivisione dell'India, classificata come town panchayat, di 10.031 abitanti, situata nel distretto di Namakkal, nello stato federato del Tamil Nadu. In base al numero di abitanti la città rientra nella classe IV (da 10.000 a 19.999 persone).

## Geografia fisica
La città è situata a 11° 26' 55 N e 77° 48' 59 E.

## Società

### Evoluzione demografica
Al censimento del 2001 la popolazione di Padaiveedu assommava a 10.031 persone, delle quali 5.270 maschi e 4.761 femmine. I bambini di età inferiore o uguale ai sei anni assommavano a 854, dei quali 459 maschi e 395 femmine. Infine, coloro che erano in grado di saper almeno leggere e scrivere erano 5.550, dei quali 3.339 maschi e 2.211 femmine.